# Glória (banda desenhada)
Glória é uma personagem de quadrinhos Disney, a namorada do Peninha.
Glória é retradada como uma hippie, Peninha e Glória se conheceram em uma festa hippie. Isso aconteceu na história Paz, amor e Glória, de 1972, escrita por Ivan Saidenberg, da Editora Abril na época. Além do Peninha e Glória, também participam desta história Tio Patinhas, Pato Donald e Margarida.
Presente em 77 histórias. Acabou gerando uma identidade de super-heroína, a Borboleta Púrpura e uma variante, a namorada do Pena das Selvas, Glorijane.

## Nome em outros idiomas
- Francês: Ravigotte
- Inglês: Gloria
- Italiano: Gloria